# 中等教育
中等教育（ちゅうとうきょういく、英: secondary education）とは、学校教育を、主に人の発達段階（年齢）に応じて分類し、「初等教育」「中等教育」、「高等教育」（第3期の教育）の3段階に分ける考え方をした場合の、第2段階に当たる教育のことである。別の表現をすれば、「初等教育」と「高等教育」の間に位置する教育と言える。これは、現代日本における中学校と高等学校の合わせて6年間の教育に該当するが、国によって、また時代によって、この教育のあり方は同じではないため、この項目で詳しく比較する。

## 概要
国際連合教育科学文化機関 (UNESCO) が策定する国際標準教育分類 (ISCED) は、前期中等教育（ぜんきちゅうとうきょういく、lower secondary education）を「レベル2」、後期中等教育（こうきちゅうとうきょういくupper secondary education）を「レベル3」として分類している。つまり、ISCEDの表の「level 2」および「level 3」が中等教育に当たる。
- レベル2 : 基礎教育ステージを修了するための教育であり、たいていは客観的パターン志向となる。初等教育（ISCED レベル1）の学習結果を基に構築され、それは生涯にわたっての学習・人間開発の基礎となることを目的とする。
- レベル3 : 15-16歳もしくは中等教育を修了した者を対象とする、より専門的な教育であり、第3期の教育の準備や、雇用に関連するスキル、もしくはその両方に関連する。
  - 3A：大学（レベル5A）への進学準備課程
  - 3B：職業志向教育（レベル5B）への進学準備課程
  - 3C：就職準備、またはレベル4への進学準備

→国際標準教育分類の記事も確認のこと。
1989年児童の権利に関する条約では、全ての児童に対して中等教育が提供され 利用可能な状態でなければならない、と定められている。つまり本当は、全ての国家は全ての子供に対して（親の経済状態がどのようなものであるかにかかわらず）中等教育を提供し、利用可能な状態にしておく義務がある。
ほとんど全ての国が、全ての国民に中等教育は提供しようとしている。
フランス、ドイツ、イギリスなどでは、実際、（初等教育はもちろん）中等教育も無償で提供されている。
さらに、フランスでは国立大学の授業料も完全無償である。
日本
日本では6-3-3制を採用しており(「-3-3」の部分が中等教育に当たる）、中等教育を前期中等教育と後期中等教育に分け、それぞれ前期は中学校、後期は高等学校で行われている。国会や議員の研究会などで中等教育の無償化が検討されているが、未だ中等教育の無償化は行われていない。→#日本
歴史
ヨーロッパ中世では、中等教育はカトリック教会の各教会組織によって提供され、たとえば貴族の子供や、聖職者になろうとしている子供などが中等教育を受けた。宗教改革後、コメニウスやジョン・ロックなどが中等教育の改良を行った。
| Location       | Location                  | Terminology    | 同等の年齢    | 同等の年齢                          | 同等の年齢                          | 同等の年齢                          | 同等の年齢                          | 同等の年齢           | 同等の年齢           |
| Location       | Location                  | Terminology    | 11–12         | 12–13                               | 13–14                               | 14–15                               | 15–16                               | 16–17                | 17–18                |
| -------------- | ------------------------- | -------------- | ------------- | ----------------------------------- | ----------------------------------- | ----------------------------------- | ----------------------------------- | -------------------- | -------------------- |
| オーストラリア | オーストラリア            | Year           | [ 注 1 ]      | 7                                   | 8                                   | 9                                   | 10                                  | 11                   | 12                   |
| オーストラリア | オーストラリア            | Grouping       | [ 注 1 ]      | Junior high school                  | Junior high school                  | Junior high school                  | Senior high school                  | Senior high school   | Senior high school   |
| 香港           | 香港                      | Secondary/form | [ 注 1 ]      | S1                                  | S2                                  | S3                                  | S4                                  | S5                   | S6                   |
| 香港           | 香港                      | Grouping       | [ 注 1 ]      | Junior secondary                    | Junior secondary                    | Junior secondary                    | Senior secondary                    | Senior secondary     | Senior secondary     |
| インドネシア   | インドネシア              | Grade          | 6             | 7                                   | 8                                   | 9                                   | 10                                  | 11                   | 12                   |
| インドネシア   | インドネシア              | Nickname       | SD Kelas 6    | SMP Kelas 7                         | SMP Kelas 8                         | SMP Kelas 9                         | SMA Kelas 10                        | SMA Kelas 11         | SMA Kelas 12         |
| アイルランド   | アイルランド              | Other name     |               | Junior Cycle                        | Junior Cycle                        | Junior Cycle                        | Transition Year                     | Senior Cycle         | Senior Cycle         |
| アイルランド   | アイルランド              | Class & year   | 6th Class     | 1st Year                            | 2nd Year                            | 3rd Year                            | 4th Year                            | 5th Year             | 6th Year             |
| ジャマイカ     | ジャマイカ                | Form           | First         | Second                              | Third                               | Fourth                              | Fifth                               | Lower Sixth (6B)     | Upper Sixth (6A)     |
| ジャマイカ     | ジャマイカ                | Year           | 7             | 8                                   | 9                                   | 10                                  | 11                                  | 12                   | 13                   |
| ジャマイカ     | ジャマイカ                | Grouping       | Lower School  | Lower School                        | Lower School                        | Upper School                        | Upper School                        | Sixth Form Programme | Sixth Form Programme |
| 日本           | 日本                      | Grade          | [ 注 1 ]      | 1                                   | 2                                   | 3                                   | 1                                   | 2                    | 3                    |
| 日本           | 日本                      | Grouping       | [ 注 1 ]      | 中学校                              | 中学校                              | 中学校                              | 高等学校                            | 高等学校             | 高等学校             |
| イギリス       | イングランド / ウェールズ | Form           | First         | Second                              | Third                               | Fourth                              | Fifth                               | Lower Sixth          | Upper Sixth          |
| イギリス       | イングランド / ウェールズ | Year           | 7             | 8                                   | 9                                   | 10                                  | 11                                  | 12                   | 13                   |
| イギリス       | スコットランド            | Year           |               | S1                                  | S2                                  | S3                                  | S4                                  | S5                   | S6                   |
| イギリス       | 北アイルランド            | Year           | 8             | 9                                   | 10                                  | 11                                  | 12                                  | 13                   | 14                   |
| アメリカ       | アメリカ                  | Grade          | 6             | 7                                   | 8                                   | 9                                   | 10                                  | 11                   | 12                   |
| アメリカ       | アメリカ                  | Nickname       |               |                                     |                                     | en:Freshman                         | en:Sophomore                        | Junior               | Senior               |
| アメリカ       | アメリカ                  | Grouping       | Middle School | Middle School                       | Middle School                       | High School                         | High School                         | High School          | High School          |
| スペイン       | スペイン                  | Grade          | [ 注 1 ]      | 1                                   | 2                                   | 3                                   | 4                                   | 1                    | 2                    |
| スペイン       | スペイン                  | Grouping       | [ 注 1 ]      | ESO (Mandatory Secondary Education) | ESO (Mandatory Secondary Education) | ESO (Mandatory Secondary Education) | ESO (Mandatory Secondary Education) | Bachillerato         | Bachillerato         |
| ISCED level    | ISCED level               | ISCED level    | 2             | 2                                   | 2                                   | 3                                   | 3                                   | 3                    | 3                    |

## 世界各国での中等教育

### イギリス
イギリスでも公立の中等教育（パブリックスクール）は無償で提供されている。
イングランドは、前期中等教育（キーステージ4,、16歳修了）までが義務教育で、卒業時の試験に「GCSE」が課される。
後期中等教育は、シックスフォーム・カレッジや継続教育カレッジがあり、前者は大学進学資格であるAレベルを、後者は全国職業資格 (NVQ) の取得などを目指す。
パブリックスクールは、前期・後期を一貫して教育する中等教育学校である。

### イタリア
イタリアの中等教育は以下の2段階に分かれ、どちらも義務教育である。
- 前期中等教育 - Scuola secondaria di primio grado。11 - 13歳の3年課程
- 後期中等教育 - Scuola secondaria di secondo grado。14 - 19歳の5年課程

### オランダ

オランダの教育制度。研究系と職業系でキャリアが分かれる

オランダの中等教育は12歳から開始され、以下3つの進路に分かれる。18歳に達するかディプロマを取得した時点で義務教育は終了となる。
- 職業的中等教育 (VMBO) -
- 高等一般教育 (HAVO)  - 高等職業教育機関 (HBO) への進学準備
- 大学準備中等教育 (VWO) - 研究大学 (WO) への進学準備

### スペイン
スペインの中等教育は前期中等教育までが義務教育である。
- 前期義務中等教育 - 2年間
- 一般後期中等教育 - General upper secondary education、2年間

### 台湾
台湾の中等教育は前期と後期に分かれ、前期までは義務教育である。
- 前期中等教育 - 国民中学。12 - 14歳の3年間。
- 後期中等教育 - 普通型高級中等学校、技術型高級中等学校、総合型高級中等学校、五年制専科学校など

### 中華人民共和国
中華人民共和国の中等教育は前期と後期に区分され、前者は義務教育である
- 前期中等教育の中学校は、基本的には3年制であるが、農村部では4年制も少なくない。
- 後期中等教育では、普通教育を行う学校と職業教育を行う学校に分かれる。
  - 普通教育は、高級中学（3年制・日本の普通科高等学校に当たる）で行われる。
  - 職業教育は、中等専門学校（4~5年制・日本の高等専門学校に当たる）、技術労働者学校（3年制・技工学校・日本の工業高等学校に当たる）、職業中学（2~3年制・日本の実業高等学校や専門高等学校に当たる）等で行われる。

### デンマーク
デンマークの中等教育は前期K7 - 10までが義務教育である。
- 前期中等教育 - Grundskole (K7 - 10)
- 後期中等教育 - 高等教育準備課程と職業教育に分かれる。

### ドイツ
ドイツの中等教育は無償で提供されている。
ドイツの中等教育は初等教育終了後の10歳から開始され、以下から進路を選択する。
- ギムナジウム - 高等教育への進学準備課程
- 基幹学校 - 職業学校への進学準備課程
- 実科学校 - 就業準備課程

義務教育は15 - 16歳で終了するが、就職を選択した者は、18歳に至るまで就業と職業学校へパートタイムの通学を両立する義務を負う、デュアルシステムがある。

### 日本
日本の中等教育は、基本的には、前期中等教育（中学校におけるもの）と、後期中等教育（高等学校におけるもの）に分けられている。
2007年以降、学校教育法では、
中等教育学校で「義務教育として行われる普通教育」（このうち基礎的なものを除く）並びに「高度な普通教育」及び「専門教育」を提供することになっており、中学校で「義務教育として行われる普通教育」（このうち基礎的なものを除く）が、高等学校で「高度な普通教育」と「専門教育」がそれぞれ提供されるということになっている。
学制改革後の日本では、ほぼ全ての成人は中等教育を修了している。

#### 前期中等教育を行う学校
初等教育修了者を対象とする。
- 中学校
- 義務教育学校の後期課程 - 2016年（平成28年）4月1日から施行
- 中等教育学校の前期課程
- 特別支援学校（「支援学校」）の中学部

#### 後期中等教育を行う学校・教育施設
上記の前期中等教育修了者を対象とする。
- 高等学校
- 中等教育学校の後期課程
- 特別支援学校（「支援学校」）の高等部
- 専修学校の高等課程（高等専修学校）
- 各種学校（前期中等教育修了以上で修業年限が2年以上）

前期中等教育修了者を対象とする学校として、5年制の高等専門学校（「高専」）もあり、教育課程は後期中等教育で行う内容も包含するが、高等教育機関であり、後期中等教育機関である高等学校とは別個の教育編成が組まれている。

#### 日本での歴史
日本では、自由民権運動が盛んな時代に、各地の民権結社が中等教育機関を設立した。土佐の立志学舎、福島の石陽館、京都の天橋義塾などが有名で、それらで高水準の政治学、経済学、歴史学などが教授された。有為の青年の多くは中学校や民権派の中等学校で学び、活動家や、各地方の先導者などで活動した。
当時の中学校は地方で文化的施設として機能し、民権活動家であった地場の名望層がそのほとんどを掌握していた。民権派の動向に対抗するために政府は中等教育の方針で、統制の強化、伝統的道徳による国民意識の統一、実業教育の充実、を図った。
初代文部大臣に就任した森有礼は中等教育の改革に着手した。それまで、中等教育は中等程度の教育、高等教育は高等程度の教育という漠然とした規定に留まっていたものを、中等教育は国民の中堅をつくることであり、かつ、社会上流の人士をつくる高等教育への中間教育の役割と位置付け、学校体系を階層秩序と対応させて画期的な意味を持たせた。
1886年（明治19年）の学校令で、学校は国家の人材配分機関として位置付けられ、勤労および、中堅・上流という階層的秩序に対応して初、中、高等の教育機関が配置された。
1899年（明治32年）2月に中学校令が改正され、進学準備教育と職業教育と二本立てであった中学校の体制は普通教育に一本化された。各府県で中学校を1校以上設立することが義務付けられ、私立、町立、組合立中学校の設立が認められ、併せて実業学校令も公布された。日清戦争後の日本社会の近代化によって中産層の活動範囲が広がり、中等教育の需要は高まった。
1910年代（明治43年 - 大正8年）に、農村部でも中・高等教育機関進学が価値ある進路で「村の誇り」として評価された。役場文書の「村政一班」などに、村の小学校から中等教育機関、高等教育機関へ進学した数が記されている。
第二次世界大戦勃発後、1943年（昭和18年）1月に、中等学校令で中学校・高等女学校・実業学校は全て4年制「中等学校」に統一された。戦時体制下ながら中・高等教育の需要が増加したが、戦時下ゆえに効率的で合理的な対応を要して、4年に統一した。

### ノルウェー
ノルウェーの中等教育は前期と後期に区分され、前者は義務教育である。
- 前期中等教育 - 13 - 16歳を対象とする3年間で、私立校も存在する。
- 後期中等教育 - 3年間で、一般教育と職業教育に分かれる。

### フランス
フランスの中等教育は以下の2段階に分かれる。前期中等教育までは義務教育で、国・公立の中等教育は無償（無料）で提供されている。
- 前期中等教育 - コレージュ（4年間）
- 後期中等教育 - リセ（2 - 3年間。バカロレア取得コースは3年間、職業適性証取得コースは2年間）

### ポーランド
ポーランドは前期中等教育機関としてギムナジウム (Gimnazja) が存在し、13 - 16歳を対象とする3年課程であり、義務教育である。
その後の進路は、一般中等教育を施すリツェウムと、職業教育を施すテフニクムに分かれる。

### 香港
香港の中等教育は前期と後期に分かれ、前期までは義務教育である。
- 前期中等教育 - 中1から中3の初中課程。（3年間）
- 後期中等教育 - 中4から中6の高中課程。（3年間）